# 1977 RS17
1977 RS17 är en asteroid i huvudbältet som upptäcktes den 9 september 1977 av den amerikanska astronomen C. Michelle Olmstead vid Palomarobservatoriet.
Asteroiden har en diameter på ungefär 5 kilometer.